# Rino Albertarelli
Sante Albertarelli, más conocido como Rino Albertarelli (Cesena, Italia, 8 de junio de 1908 - Milán, 21 de septiembre de 1984) fue un ilustrador e historietista italiano. Es considerado uno de los padres y grandes maestros de la historieta italiana del siglo XX.

## Biografía
Abandonó temprano los estudios para trabajar. En 1928, se mudó a Milán, donde inició a colaborar como ilustrador (usando a menudo el seudónimo de Albert) con revistas como Il Balilla, Viaggi e Avventure e Il cartoccino dei piccoli, del que fue director desde 1933 a 1935. En 1936, debutó como historietista publicando "I pirati del Pacifico" en Argentovivo; en 1941, realizó Capitan Fortuna para L'Audace de Gian Luigi Bonelli, mientras que el año siguiente inició a colaborar con la Mondadori, creando los personajes de Kit Carson (con textos de Federico Pedrocchi), Dottor Faust, Gino & Gianni, Un gentiluomo di 16 anni, Bagonghi il pagliaccio, Gioietta portafortuna.
Al mismo tiempo, colaboró con revistas cómicas y satíricas como Il Bertoldo, Marc'Aurelio y Fra Diavolo. Trabajó también para la popular revista literaria Le Grandi Firme, bajo la dirección de Cesare Zavattini. Después de la Segunda Guerra Mundial, se reeditaron varias veces las ilustraciones que había realizado para los libros de literatura infantil de la editorial Carroccio. En esa época, Albertarelli dibujó también cómics como Big Bill, para la revista Cowboy del editor De Leo, y realizó algunas adaptaciones en historietas de novelas de Emilio Salgari, además de historietas románticas para el mercado francés. A comienzos de los años 1950, se dedicó exclusivamente a la ilustración. A comienzos de la década siguiente, trabajó para la editorial sueca Niloé.
En 1965, fue entre los fundadores del "Salone Internazionale dei Comics", evento que tuvo lugar en Bordighera en la primera edición y luego en Lucca y Roma. En 1973, Albertarelli volvió a ocuparse activamente de historietas, escribiendo e ilustrando la serie I protagonisti para la editorial Bonelli; sin embargo, falleció mientras estaba realizando el número 10, así que el editor Sergio Bonelli decidió cerrar la serie con este álbum, que fue terminado por Sergio Toppi.